# Fountain N' Lakes
Fountain N' Lakes est un village du comté de Lincoln, dans le Missouri, aux États-Unis,. Situé au centre du comté, sa population est estimée, en 2016, à 165 habitants.

## Démographie
Lors du recensement de 2010, le village comptait une population de 165 habitants. Elle est également estimée, en 2016, à 165 habitants.

## Source de la traduction
- (en) Cet article est partiellement ou en totalité issu de l’article de Wikipédia en anglais intitulé « Fountain N' Lakes, Missouri » (voir la liste des auteurs).